# Savo Janežič
Savo Janežič, slovenski gradbeni inženir, hidrotehnik, * 29. junij 1922, Ljubljana, † oktober 2018.

## Odlikovanja in nagrade
Leta 1997 je prejel častni znak svobode Republike Slovenije z naslednjo utemeljitvijo: »ob petinsedemdesetletnici za življenjsko delo na področju pregradnega inženirstva«.